# Derrame de Baia Mare

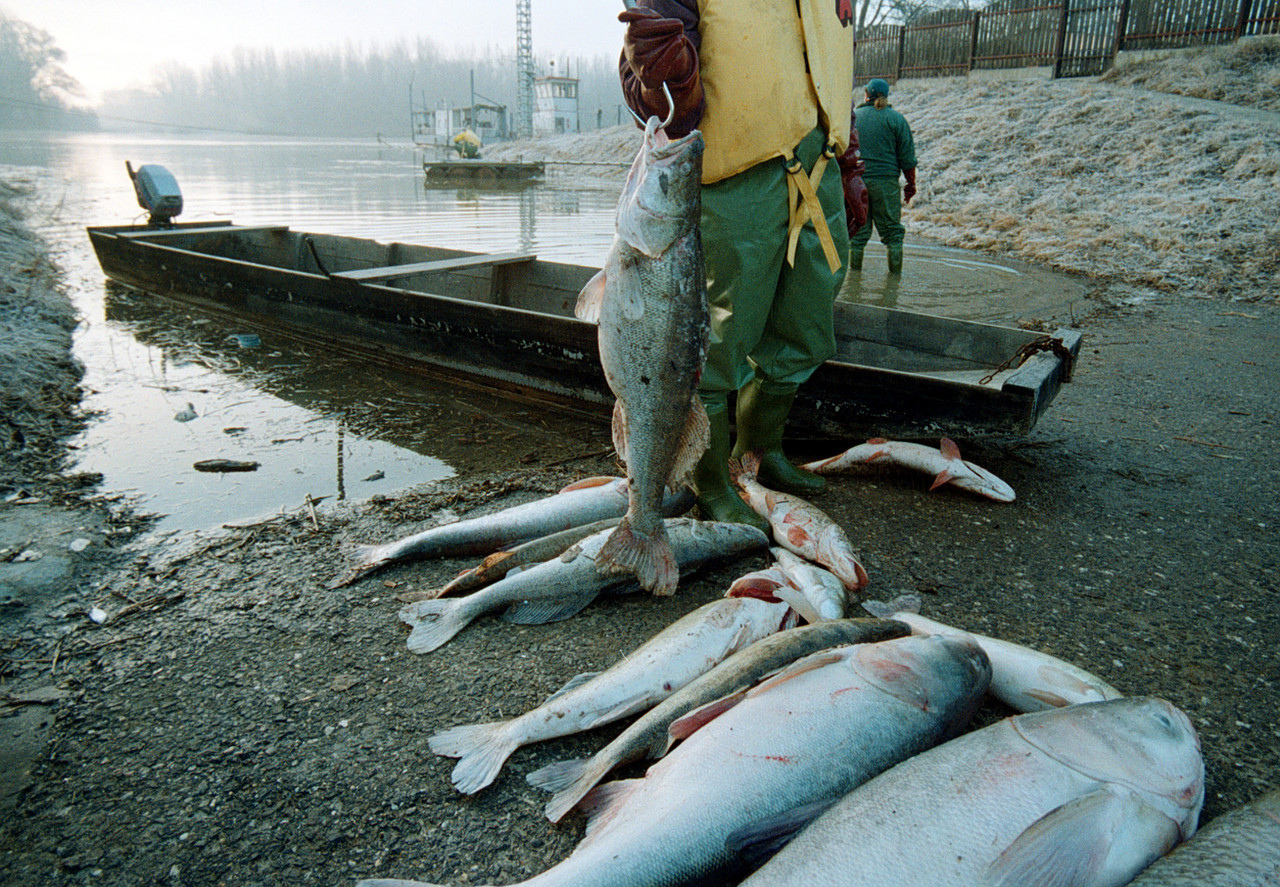
Peces muertos del río Tisza.

El derrame de cianuro de Baia Mare del 30 de enero del 2000 fue una pérdida de cerca 100 000 m³ de aguas residuales contaminadas con cianuro cerca de Baia Mare (Rumania), por la compañía minera aurífera Aurul que vertió este compuesto en el río Someș. La compañía era una fusión de la australiana Esmeralda Exploration y una del gobierno rumano. 
La contaminación fue arrastrada por las aguas y alcanzó el río Tisza y luego el Danubio, matando una gran cantidad de especies de fauna y flora en los sistemas fluviales de Rumania, Hungría y Yugoslavia. Finalmente el cianuro llegó al mar Negro pero considerablemente más diluido. El derrame se lo ha catalogado como el peor desastre ambiental de Europa desde el accidente de Chernóbil.

## Antecedentes
Aurul, el operador de la mina, es una empresa conjunta formada por la empresa australiana Esmeralda Exploration y el gobierno rumano. La empresa afirmó que tenía capacidad para limpiar los residuos tóxicos de la mina de Baia Mare, que habían empezado a esparcirse como polvo tóxico por el viento. Prometiendo ocuparse de ellos y extraer de ellos el oro restante mediante cianuración del oro, la empresa envió sus residuos a una presa cerca de Bozânta Mare, condado de Maramureș.

## Ruptura de la presa
En la noche del 30 de enero de 2000, una presa que contenía aguas contaminadas reventó y 100 000 metros cúbicos (26 417 203,7 galAm) de agua contaminada con cianuro (que contenía unas 100 toneladas métricas de cianuro) se derramó sobre unas tierras de cultivo y luego en el río Someș. Esmeralda Exploration culpó a las excesivas nevadas de la rotura de la presa.

## Efectos
Tras el vertido, el Someș presentaba concentraciones de cianuro más de 700 veces superiores a los niveles permitidos. El Someș desemboca en el Tisza, el segundo río más grande de Hungría, que a su vez desemboca en el Danubio. El vertido contaminó el suministro de agua potable de más de 2,5 millones de húngaros. Además de cianuro, metales pesados también fueron arrastrados al río y tuvieron un impacto negativo duradero en el medio ambiente.
La fauna se vio especialmente afectada en el Tisza: en un tramo, murieron prácticamente todos los seres vivos, y más al sur, en el tramo serbio, murió el 80% de la vida acuática; 200 toneladas de ella fueron los peces de estos ríos.
Un gran número de peces murieron a causa del vertido de cianuro, afectando a 62 especies de peces, de las cuales 20 eran especies protegidas. El gobierno rumano afirmó que los peces habían muerto de «frío», y que ellos no tenían la culpa. En Hungría, voluntarios participaron en la retirada de los peces muertos para evitar que el desastre se extendiera por la cadena alimentaria, ya que otros animales, como zorros, nutrias y águilas pescadoras habían muerto tras comer pescado contaminado.
Después de que el cianuro entrara en el Danubio, el gran volumen de agua del río diluyó el cianuro, pero en algunas secciones seguía siendo tan alto como de 20 a 50 veces la concentración máxima permitida.
Dos años después del vertido, el ecosistema empezó a recuperarse, pero aún estaba lejos de su estado anterior a la contaminación; los pescadores de Hungría afirmaron que sus capturas en 2002 sólo alcanzaron una quinta parte de los niveles de 1999.

## Vertidos posteriores
Cinco semanas después, un vertido de aguas contaminadas (esta vez con metales pesados) afectó a la región. Un dique reventó en Băile Borșa, condado de Maramureș y 20.000 metros cúbicos de agua contaminada con zinc, plomo y cobre llegaron al Tisza.

## Reacciones
Brett Montgomery, presidente del operador de la mina, Esmeralda, negó su responsabilidad, alegando que los daños del vertido se han «exagerado enormemente» y que los peces murieron en tal cantidad por falta de oxígeno debido a la congelación del río.
Un portavoz de la empresa afirmó más tarde que los informes de los medios de comunicación de Hungría y Serbia tienen motivaciones políticas y que los peces murieron por los vertidos de las plantas industriales situadas a lo largo del Tisza, debido a las explosiones de dinamita utilizadas para romper las esclusas de hielo del río o simplemente debido a las aguas residuales sin tratar bombeadas al río.
El gobierno húngaro calificó de locura el almacenamiento de cianuro junto a un río y argumentó que el tiempo no era inaudito. Un informe de la Unión Europea sobre el desastre culpó a los fallos de diseño de la mina.
A mediados de febrero de 2000, cuando el vertido alcanzó la sección rumana del Danubio, el gobierno rumano prohibió temporalmente la pesca y el uso del agua del Danubio para beber.

## Legitimidad
Grupos ecologistas, como Amigos de la Tierra y Greenpeace, argumentaron que el desastre era otra razón para prohibir las tecnologías mineras peligrosas, como la extracción de oro mediante la técnica de lixiviación en pilas con cianuro.
El grupo alemán de metal Rammstein compuso una canción sobre el vertido, titulada «Donaukinder» (Hijos del Danubio).
Se realizaron tres intentos en el Parlamento de Rumanía para prohibir la cianuración de oro en Rumanía, ninguno de los cuales tuvo éxito.

## Legislación posterior al incidente
En 2006, en respuesta a este incidente el Parlamento Europeo y el Consejo adoptaron la Directiva 2006/21/EC en el manejo de desechos de las industrias extractivas. El artículo 13(6) requiere que “las concentraciones de cianuro disociable en ácido débil en el pozo sea reducida al mínimo posible usando la mejor tecnología disponible” y que todas las minas comenzadas después del 1 de mayo del 2008 no deberán descargar desechos con un máximo de 10 ppm de cianuro, minas construidas o permitidas antes de esa fecha se les permitirá inicialmente descargas de 50 ppm, reduciendo a 25 ppm para 2013 y 10 ppm para 2028.
En el artículo n.º 14, las compañías deben garantizar y asegurar la limpieza luego de que la mina haya cerrado.